# Rhynchocyon
Rhynchocyon là một chi động vật có vú trong họ Macroscelididae, bộ Macroscelidea. Chi này được Peters miêu tả năm 1847. Loài điển hình của chi này là Rhynchocyon cirnei Peters, 1847.

## Các loài
Chi này gồm các loài:
- Chuột chù voi mông vàng, Rhynchocyon chrysopygus
- Chuột chù voi ca rô, Rhynchocyon cirnei
- Chuột chù vòi đầu hung mình đen, Rhynchocyon petersi
- Chuột chù voi Stuhlmann, Rhynchocyon stuhlmanni
- Chuột chù Sengi mặt xám, Rhynchocyon udzungwensis

## Hình ảnh

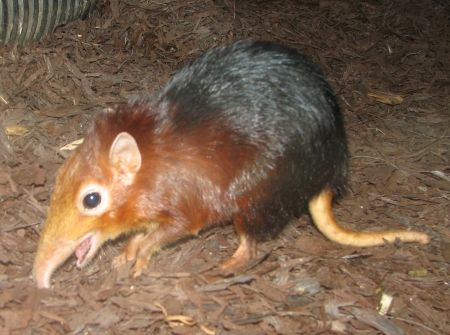
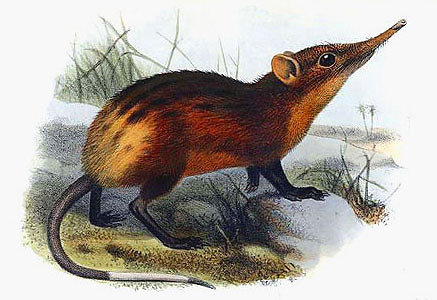